# Federico Cabo
Federico Cabo Gutiérrez  (Montijo, 10 de octubre de 1946), conocido como Federico Cabo, es un cantante español de pop y canción melódica. Ganó el Festival Internacional de la Canción de Benidorm en 1965 con la canción Tu loca juventud de Tomás de la Huerta y José Luis Navarro.

## Biografía
Empezó a cantar en La Voz de Madrid. De la radio pasó al cine interpretando la película El secreto del capitán O’Hara con Germán Cobos y Marta Padovan y del cine a la TV, haciendo varios papeles en la serie Pobre diablo y actuando en Hamlet junto a Julián Mateos. Pero la verdadera vocación de Federico es la vocación, especialmente el género melódico. Volvió a La Voz de Madrid y se presentó al concurso de la REM para la selección de Benidorm. Durante dos semanas estuvo cantando semanalmente. Al cabo de este tiempo fue seleccionado para acudir al Festival.
Su entrada en el festival de Benidorm no pudo ser más lisonjera. Defendió cinco canciones y consiguió clasificar tres Tu loca juventud en el primer puesto. Amor a plazos en el tercero y Chispas en el octavo, consiguiendo además el segundo premio de interpretación.
El hobby de Federico eran los coches, entusiasmándole el “jaguar deportivo”. Le gustaban las chicas modernas de ojos grandes y negros. Su cantante favorito era Elvis Presley. Practicaba los deportes náuticos, especialmente la natación y el esquí acuático. Era un gran aficionado de los toros y no le gustaba el fútbol.
Federico Cabo grabó tres EP/s con Belter, y a partir de 1970 grabó para Philips, con un pequeño paréntesis en 1971 que grabó para BCD y PÉRGOLA un sencillo con cada na de ellas. Su tema Tu loca juventud formó parte de la banda sonora de La caza (película) de Carlos Saura.

## Premios
- Primer premio del Festival de Benidorm de 1965.
- Segundo premio de interpretación en el Festival de Benidorm de 1965.
- Tercer premio del Festival de Benidorm de 1972.
- Premio de la crítica de la Asociación de la Prensa de Alicante (1972).

## Discografía
- Belter 51.565 (1965): Chispas / Lloran las cosas / Nunca más / Tu loca juventud
- Belter 51.596 (1965): La chica que Cantaba Blues / Hechas para amar / Mi moto bike / Dando palmas
- Belter 51.600 (1965): Los muchachos del shake / Ahora vivo / Dando mil vueltas / Soy el más feliz
- Philips 60 29 027 (1970): Llegará la noche / La oficina
- Philips 60 29 050 (1971): Historia de amor (Love Story) / Historia de amor (Love Story) [Instrumental]
- Philips 60 29 090 (1971): Mirando atrás / Al caminar por la ciudad
- Philips 60 29 134 (1972): Las enamoradas / Amigos
- Philips 60 29 173 (1973): Lo que te quiero / Amar

## Filmografía
- El secreto del capitán O'Hara (1965)